# Titanosuchus
Titanosuchus is een geslacht van uitgestorven synapsiden uit de onderorde Dinocephalia van de orde Therapsida. Fossiele resten van dit dier zijn in gevonden in de Karoo Beds van Zuid-Afrika en zijn ongeveer 260 miljoen jaar oud (tijdvak Perm-Capitanien).
Titanosuchus was een stevig gebouwd roofdier met een lengte van 2,5 meter. Net als bij de hedendaagse krokodilachtigen bevonden de poten zich langs het lichaam, in tegenstelling tot bij de latere therapsiden als de cynodonten waarbij de poten zich onder het lichaam bevonden. De hoektanden van Titanosuchus waren ontwikkeld tot sabeltanden. Verder was dit dier ook in het bezit van scherpe snijtanden en kiezen, waarmee Titanosuchus is staat was zijn prooi aan stukken te scheuren. Tot de mogelijke prooidieren van Titanosuchus behoorden de plantenetende vormen van de Dinocephalia zoals Moschops of Strutiocephalus, primitieve Dicynodontia als Eodicynodon en Pareiasauridae zoals Bradysaurus.